# Matt Todd

a Compétitions nationales et continentales officielles uniquement.

b Matchs officiels uniquement.
Dernière mise à jour le 15 juillet 2023.
Matt Todd, né le 24 mars 1988 à Christchurch (Nouvelle-Zélande), est un joueur de rugby à XV international néo-zélandais évoluant au poste de troisième ligne aile. Il mesure 1,85 m pour 104 kg.

## Carrière

### En club
Matt Todd commence sa carrière professionnelle en 2009 en National Provincial Championship avec la province de Canterbury. 
En 2011, il fait ses débuts en Super Rugby avec la franchise des Crusaders le 19 février 2011 contre les Blues. 
Il remplace alors son coéquipier Richie McCaw, qui est blessé au pied. C'est un joueur auquel il est souvent comparé car en plus de jouer dans les mêmes province et franchise, ils jouent au même poste (troisième ligne aile côté ouvert) et ont sensiblement le même profil de plaqueur-gratteur,. Malgré la présence du capitaine des All Blacks en province et franchise, il dispose d'un temps de jeu conséquent, profitant des absences de McCaw en sélection ou sur blessure, ou en poussant même parfois son illustre coéquipier à un poste inhabituel pour lui de troisième ligne aile côté fermé (n°6). 
Il joue son centième match de Super Rugby pour les Crusaders le 29 avril 2017 contre les Cheetahs.
En 2018, il signe pour une saison avec le club japonais des Panasonic Wild Knights en Top League, tout en prolongeant son engagement avec la fédération néo-zélandaise et les Crusaders jusqu'en 2019,.
En 2020, il quitte définitivement les Crusaders, et retourne jouer au Japon, cette fois avec les Toshiba Brave Lupus. Il met un terme à sa carrière de joueur en mai 2023.
Dans la foulée de l'annonce de sa fin de carrière, il devient l'entraîneur adjoint de son ancienne équipe des Crusaders.

### En équipe nationale
Matt Todd est sélectionné pour la première fois par Steve Hansen pour évoluer avec les All Blacks en juin 2013. Il connait sa première cape internationale le 22 juin 2013 à l’occasion d’un test-match contre l'équipe de France à New Plymouth. 
Jusqu'en 2015, il ne connait que trois sélections (toutes comme remplaçant) car barré par la présence à son poste de l'inamovible capitaine Richie McCaw ou du jeune prometteur Sam Cane. En 2016, après la retraite du premier nommé, il profite du Rugby Championship que son pays remporte en gagnant toutes ses confrontations, et de la tournée de novembre en Europe, pour s'imposer petit à petit comme le titulaire du n°7 chez les All Blacks, devançant les jeunes Sam Cane et Ardie Savea,.
En août 2019, il est retenu dans le groupe de 31 joueurs sélectionné pour disputer la Coupe du monde au Japon. Il dispute quatre matchs lors de la compétition.

## Palmarès

### En club et province
- Vainqueur du NPC en 2009, 2010, 2011, 2012, 2013, 2015 et 2016 avec Canterbury.
- Vainqueur du Super Rugby en 2017, 2018 et 2019.

### En équipe nationale
- Vainqueur du Rugby Championship en 2013, 2016 et 2017

## Statistiques
Au 8 février 2022, Matt Todd compte 25 capes en équipe de Nouvelle-Zélande, dont sept en tant que titulaire, depuis le 22 juin 2013 à l’occasion d’un test-match contre l'équipe de France à New Plymouth. Il marque trois essais (15 points). Avec les Kiwis, il dispute une Coupe du monde en 2019. Il participe à quatre éditions du Rugby Championship, en 2013, 2016, 2017 et 2019. Il dispute sept rencontres dans cette compétition. 